# Karimah Westbrook
Karimah Westbrook   (Chicago, 6 d'octubre de 1978) és una actriu estatunidenca coneguda pel seu paper de Grace James a la sèrie dramàtica The CW All American.

## Trajectòria
Westbrook es va formar a l'American Academy of Dramatic Arts i després va començar a treballar a la pantalla i l'escenari. Va fer el seu debut televisiu l'any 2000, apareixent en un episodi del drama mèdic de la CBS City of Angels i més endavant a la pel·lícula dramàtica de dansa per a adolescents Save the Last Dance. Westbrook també va ser protagonista convidada en diverses sèries de televisió, com ara Girlfriends, Mad Men i Shameless.
Westbrook ha treballat en pel·lícules independents, com American Violet (2008) al costat de Nicole Beharie i Alfre Woodard. Ha interpretat papers secundaris a les pel·lícules Els diaris del rom (2011), Suburbicon (2017) i After We Collided (2020). El 2018 va ser seleccionada com a Grace James, la mare del personatge principal de la sèrie dramàtica de CW, All American.